# Варакин, Василий Дмитриевич
Василий Дмитриевич Варакин (ок. 1883 — 1921) — рабочий-революционер.

## Биография
Родился около 1883 года в семье крестьянина деревни Понево Грязовецкого уезда Вологодской губернии. Рабочий фабрики Корзинкиных (Ярославская Большая мануфактура).
В феврале 1900 года организовал среди рабочих фабрики социал-демократический кружок, вошедший с образованием Северного рабочего союза в его состав. 21 января 1902 года арестован, привлечён по делу Ярославского студенческого комитета и Северного рабочего союза. Обвинялся в том, что был членом рабочего кружка, поддерживал непосредственную связь с агитаторами, устраивал сходки, читал нелегальные издания и разъяснял читаемое, также в том, что 20 января 1902 года разбросал на фабрике 300 экземпляров воззваний.
Сидел в Ярославской губернской тюрьме до 2 июля 1902 года, выпущен под особый надзор полиции. 22 августа 1903 года выслан на 3 года в Архангельскую губернию. 20 октября 1904 года освобождён. Предположительно, вёл революционную деятельность в Ярославле и в 1906 году. Умер в 1921 году.
В его честь названа улица в Ярославле.